# Trnovska vas
Trnovska vas – wieś w Słowenii, siedziba gminy Trnovska vas. W 2018 roku liczyła 368 mieszkańców.